# Marget et Bénédict
Pour plus de détails, voir Fiche technique et Distribution.
Marget et Bénédict est un film français réalisé par Léonce Perret, sorti en 1912.

## Fiche technique
- Titre : Marget et Bénédict
- Réalisation : Léonce Perret
- Scénario :
- Photographie :
- Montage :
- Producteur :
- Société de production : Société des Etablissements L. Gaumont
- Société de distribution :
- Pays d'origine :  France
- Langue : film muet avec les intertitres en français
- Format : Noir et blanc — 35 mm — 1,33:1 — Muet
- Genre :
- Métrage :
- Durée :
- Dates de sortie :
  -  France : 14 juin 1912

## Distribution
- Yvette Andréyor : Marget
- Léonce Perret :  Bénédict
- Maurice Mariaud : le pasteur Humphrey
- Alice Tissot :